# Vicente Arraya
Vicente Arraya Castro, né le 25 janvier 1922 à Oruro, en Bolivie, et mort le 21 novembre 1992, est un footballeur bolivien, qui jouait au poste de gardien de but, et qui deviendra par la suite entraîneur.

## Biographie

### Club
Il a durant sa carrière évolué entre 1937 et 1951 dans l'équipe bolivienne du Feroviario La Paz.

### International
Vicente Arraya est également international bolivien entre 1938 et 1950, il se révèle donc un cadre de la sélection.
Il participe à sa première compétition majeure en 1945 lors de la Copa América. 
Il enchaîne ensuite les championnats sud-américains comme ceux de 1946, 1947 et 1949.
Il fait partie de l'effectif bolivien emmené par le sélectionneur italien Mario Pretto qui participe au mondial 1950 au Brésil, où son pays est écrasé 8-0 au premier tour par le futur champion du monde uruguayen. 
En 12 ans de carrière en sélection, il a en tout joué pas moins de 26 matchs.

### Entraîneur
Après sa retraite de footballeur, Vicente Arraya entreprend une courte carrière d'entraîneur. En 1959, il prend les rênes de l'équipe de Bolivie et prend part à la Copa América 1959 en Argentine.